# أحداث المتاريس

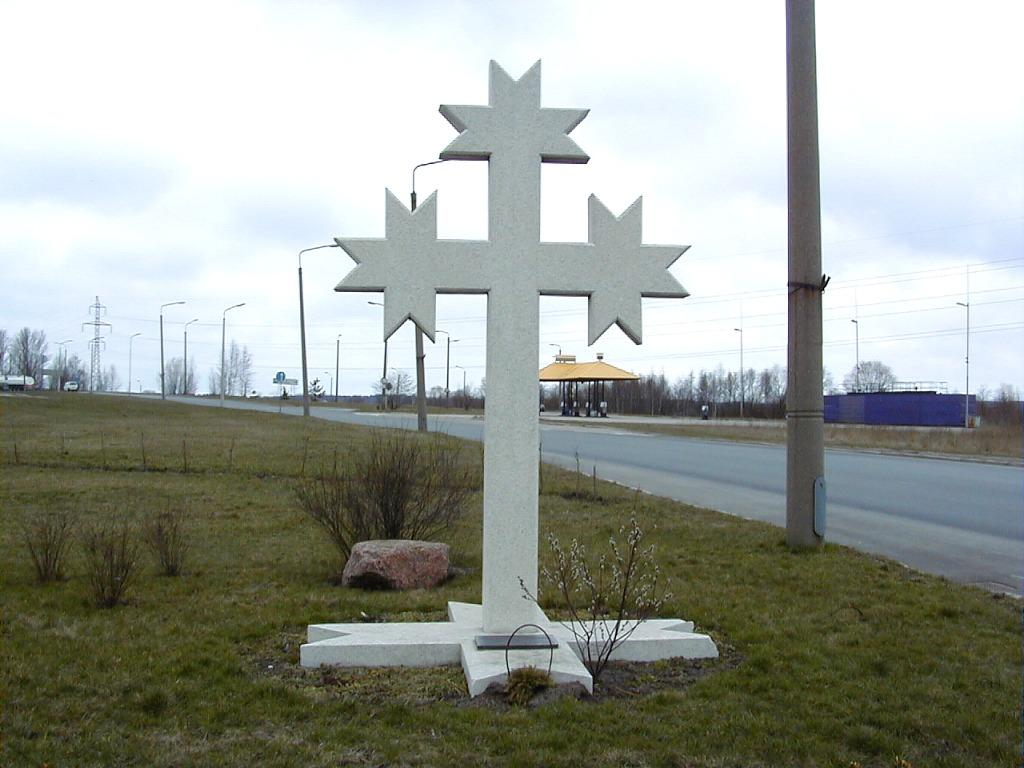
صورة من نمط أحداث المتاريس

تُشير تسمية أحداث المتاريس إلى سلسلة من المواجهات التي وقعت بين جمهورية لاتفيا والاتحاد السوفيتي في يناير 1991، ودارت مُعظم أحداثها في العاصمة ريغا. حملت تلك الأحداث ذلك الاسم بسبب المشاركة الشعبية في بناء وحماية المتاريس من 13 يناير حتى 27 يناير تقريبًا. توقعت لاتفيا، التي كانت قد أعلنت استقلالها عن الاتحاد السوفيتي قبل عام من ذلك، توقعت أن يحاول الاتحاد السوفيتي إعادة السيطرة على البلاد بالقوة.
بعد الهجمات التي شنتها شرطة الوحدات الخاصة السوفيتية المتنقلة على ريغا في أوائل يناير، دعت الحكومة المواطنين إلى بناء المتاريس بغرض حماية الأهداف المحتملة (بشكل رئيسي في العاصمة ريغا، والمدن القريبة منها مثل أولبروكا، وكولديغا، وليبايا). قُتل ستة أشخاص في هجمات متعددة، وتعرض العديد للإصابة بالعيارات النارية أو الضرب على يد الوحدات الخاصة السوفيتية. تعرّض معظم الضحايا للنيران خلال الهجوم السوفيتي على وزارة الداخلية في لاتفيا في 20 يناير، في حين توفي شخص آخر في حادثٍ خلال وضع أساسات المتاريس. لا يُعرف بدقّة رقم الخسائر في أوساط الموالين السوفييت. كُرّم ـ32,000 مواطنًا تقريبًا بالوسام التذكاري للمشاركين في أحداث المتاريس للعام 1991 إما لمشاركتهم في الأحداث أو تقديم الدعم.

## خلفية الأحداث
احتل الاتحاد السوفيتي لاتفيا خلال الحرب العالمية الثانية. في العام 1985، طرح ميخائيل غورباتشوف سياسات الغلاسنوست وبرامج البيريسترويكا، على أمل إنقاذ الاقتصاد السوفيتي المتداعي. وخففت الإصلاحات كذلك من القيود المفروضة على الحريات السياسية في الاتحاد السوفيتي. أفضى ذلك إلى نتائج لم تكن في الحسبان، إذ ظهرت المشاكل داخل الاتحاد السوفيتي وجرائم النظام السوفيتي، التي كانت قبل ذلك سريةً وتنكرها الحكومة. فأدى ذلك إلى استياء عامٍ فاقمَته الحرب السوفيتية في أفغانستان وكارثة تشيرنوبيل. تمثلت العواقب الأخرى غير المقصودة لسياسات غلاسنوست بالنسبة للسلطات المركزية السوفيتية في ظهور المشاعر القومية المكبوتة لزمن طويل في جمهوريات الاتحاد السوفيتي.
بدأت سلسلة مظاهرات حاشدة ضد النظام السوفيتي. وبدأت في لاتفيا حركة الاستقلال. فاز مؤيدو الاستقلال –الجبهة الشعبية للاتفيا، وحزب الخضر في لاتفيا، وحركة الاستقلال الوطني في لاتفيا– في انتخابات مجلس السوفييت الأعلى لجمهورية لاتفيا الاشتراكية السوفيتية، في 18 مارس 1990 وشكلوا فصيل الجبهة الشعبية للاتفيا، مما دفع بمؤيدي السوفييت، فصيل الحقوق المتساوية، إلى صفوف المعارضة.
في 4 مايو 1990، أعلن مجلس السوفييت الأعلى، الذي عُرف لاحقًا باسم المجلس الأعلى لجمهورية لاتفيا، أعلن عن استعادة استقلال لاتفيا، وبدء إجراءات الانفصال عن الاتحاد السوفيتي. لم يعترف الاتحاد السوفيتي بتلك الإجراءات واعتبرها مخالفة للدساتير الفيدرالية والجمهورية السوفيتية. وبالنتيجة، تصاعد التوتر في العلاقات بين لاتفيا والاتحاد السوفيتي من جهة وبين حركة الاستقلال والقوى الموالية للاتحاد السوفيتي، مثل الجبهة الدولية للطبقة العاملة في لاتفيا (إنترفرونت) والحزب الشيوعي في لاتفيا، ولجنة الإنقاذ العامة جميع اللاتفيين، من جهة أخرى.

## التهديد بالقمع العسكري السوفيتي
حاولت العناصر الموالية للسوفييت التسبب في اندلاع العنف والاستيلاء على السلطة في لاتفيا. حصلت سلسلة من التفجيرات في ديسمبر 1990. اعترف مارشال الاتحاد السوفيتي دميتري يازوف أن الجيش ضالعٌ في التفجيرات الأربعة الأولى، إنما ما يزال المسؤولون عن التفجيرات الأخرى مجهولين. وحمّلت الصحافة الموالية للشيوعية آنذاك القوميين اللاتفيين المسؤولية عن التفجيرات.
هددت حكومة الاتحاد السوفيتي والجماعات الأخرى الموالية للسوفييت بفرض قانون طوارئ، مما قد يمنح الرئيس غورباتشوف صلاحيات غير محدودة في لاتفيا، وأنه قد يُلجأ إلى القوة العسكرية «لفرض النظام في دول البلطيق». في ذلك الوقت، تمركزت القوات السوفيتية، والوحدات الخاصة السوفيتية المتنقلة، وقوات تابعة للكي جي بي في لاتفيا. في 23 ديسمبر 1990، كُشف عن وجود مجموعة قتالية كبيرة تابعة للكي جي بي في يورمالا. وسرت شائعات حينها عن احتمالية حدوث انقلاب وقيام نظام ديكتاتوري. ويبدو أن استقالة وزير خارجية الاتحاد السوفيتي إدوارد شيفردنادزه في 20 ديسمبر 1990 وإشارته إلى أن النظام الدكتاتوري قادمٌ لا محالة جاءت تصديقًا لذلك.
في 11 ديسمبر 1990، أصدرت الجبهة الشعبية إعلانًا يدعو لعدم الانجرار إلى مناخٍ من الخوف والهستيريا بسبب قدوم ما أُطلق عليه اسم الساعة X –والتي تُشير إلى صلاحيات الرئيس السوفيتي غير المحدودة؛ ويدعو الجميع ليكونوا جاهزين للتصرف في حال وقوعها. وقدمت الجبهة الشعبية توصيات حيال ما يجب فعله في الفترة السابقة على الساعة X والتالية لها، في حال نجاح القوات السوفيتية. دعت تلك الخطط إلى إجراءات لتقديم الدعم للاستقلال، ولفت انتباه المجتمع الدولي، والانضمام إلى وحدات حراسة متطوعة، والحوار مع الروس في لاتفيا موضحين لهم، لا سيما الضباط العسكريين منهم، أن أفكار الجبهة الشعبية تشبه أفكار الديمقراطيين الروس. ودعت الجبهة كذلك إلى بذل جهود لحماية الاقتصاد وضمان تداول المعلومات. وفي حال نجاح السيطرة السوفيتية، دعت تلك الخطة إلى خوضِ حملة عصيان مدني –وتجاهل أوامر ومطالب السلطات السوفيتية، أو أي انتخابات واستفتاءات سوفيتية، وتقويض الاقتصاد السوفيتي عبر الإضرابات، واتباع تعليمات التصنيع السوفيتي المعقدة بحذافيرها من أجل شل الإنتاج، ومساعدة حركة الاستقلال على الاستمرار بشكل غير قانوني وتسهيل دخول مؤيديها في عمل المؤسسات السوفيتية. وأخيرًا، دعت الخطة لإجراء توثيق دقيق لأية جرائم قد ترتكبها القوات السوفيتية خلال حالة الطوارئ.

## الهجمات مع بداية يناير
في 2 يناير 1991، استولت الوحدات الخاصة السوفيتية المتنقلة على بريسيس نامس، وهي المطبعة الوطنية في لاتفيا، وهاجمت ضباط الأمن الجنائي الذين كانوا يوثقون الحدث. عقد المجلس الأعلى لجمهورية لاتفيا جلسة أُبلِغ فيها عن احتجاز مدير المطبعة الوطنية رهينةً، في حين سُمح للعمال الآخرين بمغادرة المطبعة، رغم تعرضهم للإساءات الجسدية واللفظية. أقر المجلس الأعلى رسميًا أن استيلاء الحزب الشيوعي في لاتفيا على المطبعة الوطنية عملٌ غير قانوني.
نظمت الجبهة الشعبية احتجاجات أمام مبنى الحزب الشيوعي. لم تعمل المطبعة الوطنية بطاقتها الكاملة، إذ جُيّرت لطباعة المناشير المؤيدة للاتحاد السوفيتي فقط. في 4 يناير، استولت الوحدات الخاصة السوفيتية المتنقلة على مركز خطوط الهاتف في حي فيكميلغرافيس، ويُعتقد أن الداعي لذلك هو انقطاع خطوط الهاتف التي كانت تستخدمها تلك الوحدات. بعد ذلك، استولت الوحدات الخاصة على وزارة الشؤون الداخلية، إنما لم تُقطع الاتصالات الهاتفية خوفًا من تعرُّض الوحدات الخاصة لمقسم الهاتف الدولي. على عكس ادعاءات ضابط الوحدات الخاصة السوفيتية، زعَم كلٌّ مِن بوريس بوغو وميخائيل غورباتشوف أنهما لم يُبلّغا بذلك الهجوم. وترافق ذلك كله مع تحرّك الجيش السوفيتي –وفي اليوم نفسه وصلت وحدة استخبارات سوفيتية إلى ريغا.
ثم في 7 يناير، وبأمر من ميخائيل غورباتشوف، أرسل دميتري يازوف وحدات كوماندو إلى عدة دول في الاتحاد السوفيتي، بما فيها لاتفيا.